# Reação hemolítica transfusional aguda

Principais sintomas da reação hemolítica transfusional aguda

A reação hemolítica transfusional aguda (RHTA), é uma reação com risco de vida ao receber uma transfusão de sangue. As RHTAs ocorrem 24 horas após a transfusão e podem ser desencadeados por alguns mililitros de sangue. A reação é desencadeada por anticorpos pré-formados do hospedeiro que destroem os glóbulos vermelhos do doador. A RHTA geralmente ocorre quando há incompatibilidade de grupo sanguíneo ABO e é mais grave quando o sangue de um doador tipo A é dado a um receptor tipo O.

## Sinais e sintomas
As reações transfusionais hemolíticas agudas precoces são tipicamente caracterizadas por febre, que pode ser acompanhada de calafrios. Os casos leves também são caracterizados por dor abdominal, nas costas, nos flancos ou no peito. Os casos mais graves podem ser caracterizados por falta de ar, pressão arterial baixa, hemoglobinúria e podem progredir para choque e coagulação intravascular disseminada. Em pacientes anestesiados ou inconscientes, hematúria (sangue na urina) pode ser o primeiro sinal da RHTA. Outros sintomas incluem náuseas, vômitos e respiração ofegante.

## Causas
A causa mais comum de reação transfusional hemolítica aguda é a incompatibilidade ABO, que normalmente se deve a um erro humano que resulta no recebimento do hemoderivado pelo receptor. Raramente, outras incompatibilidades de tipo sanguíneo podem causar RHTA, a mais comum das quais é a incompatibilidade do antígeno Kidd. A incompatibilidade dos antígenos Rh, Kell e Duffy também foi implicada na RHTA.

## Mecanismo
Os anticorpos contra os grupos sanguíneos A e B presentes no sangue do receptor destroem os glóbulos vermelhos do doador. Eles também ativam a cascata de coagulação (sistema de coagulação do sangue) por meio do fator XII, que pode causar coagulação intravascular disseminada e danos aos rins. As isoaglutininas também ativam o sistema do complemento via C3a e C5a, que promovem então a liberação de citocinas inflamatórias dos leucócitos. Essas citocinas inflamatórias incluem IL-1, IL-6, IL-8 eTNF-alfa, que causa sintomas de pressão baixa, febre, dor no peito, náuseas, vômitos e respiração ofegante.

## Diagnóstico
O diagnóstico de RHTA é feito com o exame microscópico do sangue do receptor e um teste direto de antiglobulina. O sangue do doador e do receptor pode ser testado novamente com um tipo, teste cruzado e triagem de anticorpos para determinar a causa da reação.

## Tratamento
O tratamento inicial para qualquer categoria de reação transfusional, incluindo RHTA, é a descontinuação da transfusão. A reposição de fluidos e o monitoramento rigoroso dos sinais vitais são importantes. Pessoas com RHTA são tratadas com cuidados de suporte, que podem incluir diuréticos, suporte de pressão arterial e tratamento de coagulação intravascular disseminada (com plasma fresco congelado, crioprecipitado e transfusão de plaquetas). A furosemida é o diurético de escolha no tratamento do RHTA com diminuição do débito urinário, pois aumenta a quantidade de sangue que chega ao córtex renal. Manitol também pode ser usado. A dopamina é usada para suporte da pressão arterial por que causa vasodilatação (dilatação dos vasos sanguíneos) nos rins, bem como aumenta o débito cardíaco (quantidade de sangue bombeado pelo coração a cada minuto).

## Prognóstico
A gravidade e o prognóstico da transfusão hemolítica aguda dependem da taxa de administração de sangue e do volume total da transfusão. Cerca de 2% dos casos são fatais. As reações que começam mais cedo são geralmente mais graves.

## Epidemiologia
Estima-se que a reação transfusional hemolítica aguda ocorra em 1-38 000 a 1-70 000 transfusões. Estima-se que 41% das transfusões incompatíveis com ABO resultem em RHTA.